# Modest Schmetterer
Modest Schmetterer (auch Modestus; * 17. März 1738 in Metten; † 22. März 1784 in Salzburg) war ein Benediktinerpater und Rechtswissenschaftler.

## Leben
Schmetterer absolvierte das Gymnasium und die philosophischen Studien. Er trat bei den Benediktinern in den Stift St. Peter in Salzburg ein und legte am 11. September 1757 sein Ordensgelübde ab. 1761 folgte die Priesterweihe. Er absolvierte darauf ein Studium der Rechtswissenschaft, das er 1766 mit der Promotion zum Dr. iur. abschloss. Der Disputation wohnte der Fürsterzbischof von Salzburg Sigismund III. Christoph von Schrattenbach bei.
Schmetterer erhielt noch 1766 eine außerordentliche Professur des Kirchenrechts an der Universität Salzburg, 1770 dann die ordentliche Professur. Bereits 1773 wurde er seines Lehramtes wieder enthoben, was ihn in den folgenden Jahren schwermütig stimmte.
Schmetterer wurde zunächst Hofmeister bei den hochfürstlichen Edelknaben und anschließend Beichtvater am Stift St. Georgen im gleichnamigen Ort am Längensee. 1783 wurde dieses Kloster jedoch aufgelöst. Er kehrte darauf wieder zurück nach Salzburg. Dort wurde er Beichtvater der Benediktinerinnenabtei Nonnberg.

## Publikationen
- De multiplici privilegiorum significatione. Salzburg 1766.
- De origine et variis gradibus clericorum in primis quinque ecclesiae saeculis. Salzburg 1771.
- Introductio in universum ius canonicum. Salzburg 1772.